# 志布志湾

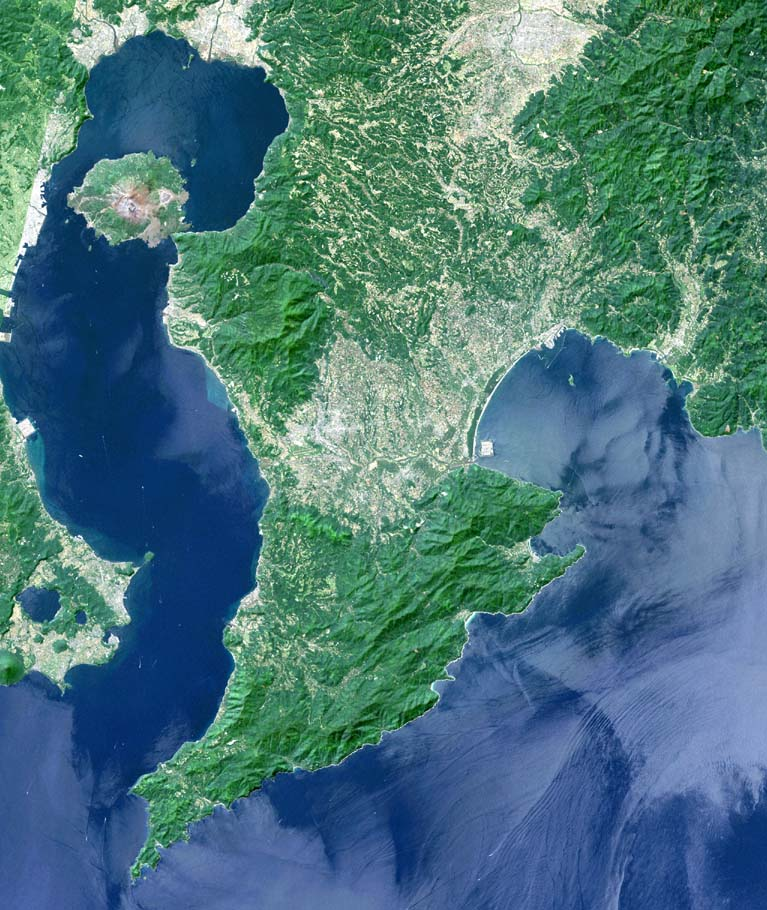
志布志湾（照片右侧），左上角是樱岛

志布志湾（日语：しぶしわん）是九州南部面向大隅半岛东海岸的弧形海湾。有时也被称为有明湾。
志布志湾包含了从鹿儿岛县肝属郡肝附町活崎到宫崎县久岛市丰见崎的弧形海岸线。全长约80公里，连接的海湾口约20公里。

## 地理
志布志湾西南部的肝付町附近的湾口是一个分支海湾，即内之浦海湾。 海湾后部从东北到西部的海岸线是沙地，但在海湾口两边的南岸和都井岬周围存在海岸山脉。
蒲葵岛离志布志港海岸约5公里，位于海湾北部的中心，是海湾中唯一无人居住的岛屿，其亚热带植物如蒲葵被指定为国家自然遗产。 虽然只是一个小岛，但它有一个沙滩和简单的设施，在夏季可以作为游泳海滩和露营地使用。

## 产业

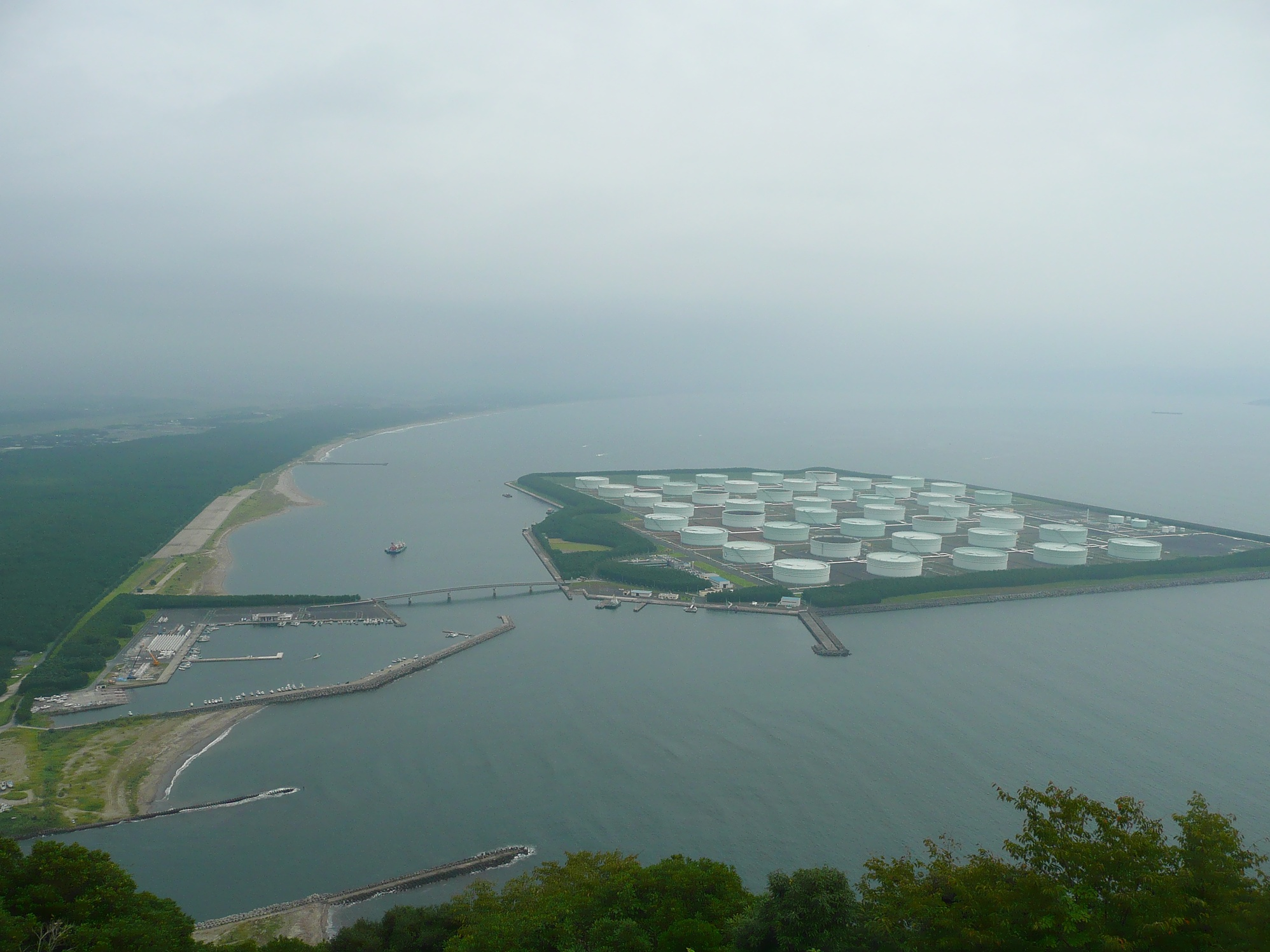
志布志国家石油储备基地

在肝付町一侧的海湾口，建有日本宇宙航空研究开发机构的内之浦宇宙天文台，该设施于1970年发射了日本第一颗人造卫星“大隅號”。

## 太平洋战争
太平洋战争末期，作为美军在此登陆的准备（奥林匹克行动），建造了内浦炮台和高崎炮台。总共安装了7个炮台，包括从丰予要塞搬迁的榴弹炮。在志布志湾的枇榔岛和鬢垂岛的洞穴阵地也安装了四门10厘米和12厘米的大炮。在内浦地区建造了四个海军碉堡，其中三个到 2016 年仍然存在。此外，神风船新阳号的基地设在秀崎、内之浦滨和越木滨。

## 相关项目

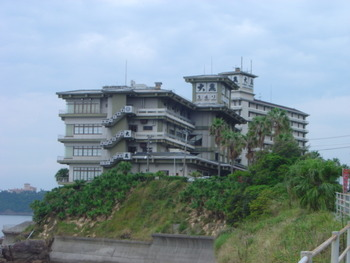
志布志大黑度假酒店

- 大隅半岛
- 内之浦湾
- 日南线
- 都井岬（日语：都井岬）
- 串間温泉（日语：串間温泉）
- 涩湾大国海豚乐园

- 志布志港
- 石油储备
- 内浦宇宙观测中心
- 蒲葵
- 内之浦临时要塞
- 没落行动
- 本土决战

## 脚注
1. ↑  太佐順『砲台跡の夏草（日米決戦と志布志湾）』六興出版 ISBN 9784845371655

- 内浦宇宙中心（日本宇宙航空研究开发机构） （页面存档备份，存于）